# Gran Station
Gran Station (Gran stasjon) er en jernbanestation på Gjøvikbanen i Gran i Oppland fylke i Norge. Stationen består af et enkelt spor med perron og en stationsbygning i mørkt træ opført efter tegninger af arkitekten Paul Due. Stationen, der betjenes af alle tog på Gjøvikbanen, ligger 205,2 meter over havet og 67,7 km fra Oslo S. Den 1,41 km² store indsø Jarenvatnet ligger et par hundrede meter nord for stationen.
Stationen blev etableret 20. december 1900, to år før Gjøvikbanen stod færdig i sin fulde længde.